# Liste der Monuments historiques in Coursan-en-Othe
Die Liste der Monuments historiques in Coursan-en-Othe führt die Monuments historiques in der französischen Gemeinde Coursan-en-Othe auf.

## Liste der Objekte
| Bezeichnung                                                          | Beschreibung                                                   | Standort                       | Kennzeichnung | Schutzstatus | Datum | Bild |
| -------------------------------------------------------------------- | -------------------------------------------------------------- | ------------------------------ | ------------- | ------------ | ----- | ---- |
| Skulptur Christus in der Rast                                        | Kalkstein, 16. Jahrhundert; aus der Schule von François Gentil | in der Kirche St-Martin (Lage) | PM10000617    | Classé       | 1908  |      |
| Skulptur Unterweisung Mariens                                        | Kalkstein, 16. Jahrhundert                                     | in der Kirche St-Martin (Lage) | PM10000618    | Classé       | 1913  |      |
| Skulpturengruppe Der heilige Martin teilt seinen Mantel              | Kalkstein, 16. Jahrhundert                                     | in der Kirche St-Martin (Lage) | PM10000619    | Classé       | 1913  |      |
| Zwei Gemälde mit Darstellungen aus dem Leben des heiligen Stephan    | Ölfarbe auf Holz, um 1600                                      | in der Kirche St-Martin (Lage) | PM10000622    | Classé       | 1913  |      |
| Kirchenfenster                                                       | aus dem 16. Jahrhundert                                        | in der Kirche St-Martin (Lage) | PM10000620    | Classé       | 1913  |      |
| Gemälde Heiliger Rochus, Johannes der Täufer und Johannes Evangelist | Ölfarbe auf Holz, um 1600                                      | in der Kirche St-Martin (Lage) | PM10000621    | Classé       | 1913  |      |
| Grabmal für Edme Bruillard de Coursan                                | Kalkstein, bezeichnet 1658                                     | in der Kirche St-Martin (Lage) | PM10000623    | Classé       | 1913  |      |
| Prozessionsstab Madonna mit Kind                                     | Holz, farbig gefasst und vergoldet, 18. Jahrhundert            | in der Kirche St-Martin (Lage) | PM10003927    | Inscrit      | 1980  |      |
| Skulptur Madonna mit Kind                                            | Kalkstein, ehemals farbig gefasst, 16. Jahrhundert             | in der Kirche St-Martin (Lage) | PM10000615    | Classé       | 1894  |      |
| Skulptur Heiliger Nikolaus                                           | Kalkstein, bezeichnet 1536                                     | in der Kirche St-Martin (Lage) | PM10000616    | Classé       | 1908  |      |
| Kruzifix                                                             | Holz, bezeichnet 1680                                          | in der Kirche St-Martin (Lage) | PM10003930    | Classé       | 1974  |      |